# 日向章一郎
日向 章一郎（ひゅうが しょういちろう、1961年3月3日 - ）は日本の小説家、推理作家、ライトノベル作家。本名・鴻野 淳。
著作は主にコバルト文庫（集英社）より出版されている。ユーモアミステリーで知られる作家でもある。

## 略歴
埼玉県出身。立教大学文学部日本文学科卒業。
1985年、「イージー・ゴーイング」で第6回コバルト短編小説新人賞佳作入選。

## 作品リスト
特に明記されていない作品はすべて集英社コバルト文庫。
- 『シリアスタッチで口説かせて』 1986
- 『扉のむこうでハッピー・エンド』 1986
- 『きみのハートはミステリー』 1987
- 『リトル・ギャングに胸さわぎ』 1987
- 『リトル・ギャングに首ったけ』 1990
- 『男の子だけで満員御礼』1 - 2 1991
- 『思春期ざかりの天使たち』 1992
- 『ふたりのMAKOTO』 1992
- 『KUZUと呼ばないで』 1993
- 『楽天使のテーマ』1 - 2 1993 - 1994
- 『迷宮のロビンソン・クルーソー』 1994
- 『リインカーネーションの絆』 1995
- 『ピタゴラスの恋愛定理』 1996
- 『ゲッターズの冒険』 1996
- 『ロミオ注意報』 1997
- 『謎のお宝さがし（梶山直美共著、ポプラ社） 1998
- 『21世紀をつくるきみたちへ』（ポプラ社） 1998
- 『天才ピテカントロプス 空飛ぶユートピア』 2001
- 『天才ピテカントロプス ジョーカーは天国をめざす』 2001
- 『Zoo～っとアニマルパラダイス!』 2002
- 『ハッピー・トゥゲザー＠』 2004

### 放課後シリーズ
1. 『放課後のトム・ソーヤー』 1988.3
2. 『放課後のティンカー・ベル』 1988.6
3. 『放課後のロビン・フッド』 1988.9
4. 『放課後のジャンヌ・ダルク』 1988.12
5. 『放課後のジェームズ・ディーン』 1989.3
6. 『放課後のマザー・グース』 1989.5
7. 『放課後のハックルベリィ・フィン』 1989.7
8. 『放課後のメアリー・ポピンズ』 1989.9
9. 『放課後のクリスマス・キャロル』 1989.11
10. 『放課後のアルセーヌ・ルパン』 1990.3
11. 『放課後のシンドバッド 夏休みミーティング』 1990.7
12. 『放課後のオズ - OLD DAYS -』 1991.2
13. 『放課後のドン・キホーテ キャンパス編』 1991.8
14. 『放課後のルイス・キャロル』 1992.7
15. 『放課後のウィリアム・テル キャンパス編』 1995.8
16. 『放課後のシャーロック・ホームズ』 1997.8
17. 『放課後のサンタクロース』 1997.11
18. 『放課後のアン』 1998.2
19. 『放課後のアンデルセン』 1998.8
20. 『放課後のコロンブス』 1998.10
21. 『放課後のクレオパトラ』 1998.12
22. 『放課後のピノキオ』 2000.2
23. 『放課後のイソップ』 2001.1

### 星座シリーズ
- 第1部

1. 『牡羊座は教室の星つかい』 1989.12
2. 『双子座のための殺人講座』 1990.4
3. 『獅子座の恋愛事情』 1990.8
4. 『天秤座の探偵ゲーム』 1991.4
5. 『乙女座のトム・ソーヤー』 1991.10
6. 『射手座の恋愛方程式』 1991.12
7. 『水瓶座の天才伝説』 1992.3
8. 『牡牛座のための恋愛劇場』 1992.12
9. 『蟹座の君を忘れたくないから』 1993.4
10. 『蠍座の恋愛遊戯』 1993.12
11. 『山羊座の恋愛過去分詞』 1994.4
12. 『魚座に捧げる恋愛神話』 1994.9

- 第2部

1. 『火の星座・恋愛ラプソディー』 1995.4
2. 『白鳥座の恋愛童話（メルヘン）』 1995.12
3. 『地の星座・恋愛革命のススメ』 1996.3
4. 『へびつかい座の恋愛課外授業』 1996.9
5. 『牡羊座（アリエス）の恋愛教習所・冒険少女編』 1996.12
6. 『双子座（ジェミニ）の恋愛千夜一夜・冒険少女編』 1997.4
7. 『獅子座（レオ）の恋愛ミステリー・ツアー・冒険少女編』 1998.4
8. 『天秤座（ライブラ）の殺人試験・本格推理編』 1999.3
9. 『射手座（サギタリアス）の殺人手毬唄・本格推理編』 1999.12
10. 『水瓶座（アクエリアス）の殺人迷路（ラビリンス）・本格推理編』 2000.12

### 「ゼロの世界」シリーズ
1. 『ゼロの世界 ショウイチロウ怪奇レポート』 1999
2. 『鬼の息子 ショウイチロウ怪奇レポート ゼロの世界 Vol.2』
3. 『池袋怪談 ショウイチロウ怪奇レポート ゼロの世界 Vol.3』 2000.4

### 「電撃娘163センチ」シリーズ
1. 『電撃娘163センチ』 1999.9
2. 『電撃娘163センチ 南青山激笑編』 2000.6
3. 『電撃娘163センチ いずみさんのためなら死ねる編』 2000.9
4. 『電撃娘163センチ 衝撃！掟やぶりの近親ソーカン編』 2001.4
5. 『電撃娘163センチ 反町!あんた犬になるのよ!!編』 2002.2